# Right Here (canción de Rudimental)
Right Here —en español <<Aquí mimsmo>> es una canción del cuarteto británico Rudimental acompañado de la voz de Foxes . La canción fue lanzada en el Reino Unido el 12 de agosto de 2013 como quinto sencillo de su álbum debut, Home (2013).
La canción fue lanzada originalmente el 29 de abril de 2013, un sencillo promocional. La remezcla de Andy C fue lanzado hace dos semanas a través de la Waiting All Night EP. La remezcla de Hot Since 82´s también fue incluido en su debut álbum de estudio / álbum recopilatorio Little Black Book

## Videoclip
Un vídeo musical para acompañar el lanzamiento de "Right Here" fue lanzado por primera vez en YouTube el 5 de julio de 2013 a una longitud total ser de seis minutos y diecinueve segundos. El video musical fue filmado en el Templo del Tigre en el oeste de Tailandia, que es un templo budista Theravada. Fue dirigida por Josh Cole quien previamente dirigió la visual para el de banda única " no ceder ". El vídeo le valió el premio Mejor Nuevo Director en el festival de publicidad de Cannes Lions a principios de este año.

## Lista de canciones
| Descarga digital |                            |          |  |
| N.º              | Título                     | Duración |  |
| 1.               | «Right Here» (Feat. Foxes) | 5:36     |  |

| Descarga digital - EP |                                     |          |  |
| N.º                   | Título                              | Duración |  |
| 1.                    | «Right Here» (Hot Since 82´s Remix) | 8:37     |  |
| 2.                    | «Right Here» (Krystal Klear Remix)  | 4:49     |  |
| 3.                    | «Right Here» (Andy C Remix)         | 4:31     |  |
| 4.                    | «Right Here» (My Nu Leng Remix)     | 5:16     |  |

## Tabla de posiciones

### Tabla de posiciones semanal
| Chart (2013)                                | Mejor posición |
| ------------------------------------------- | -------------- |
| Australia (ARIA)                            | 29             |
| Bélgica (Flandes) (Ultratip Bubbling Under) | 59             |
| Escocia (Scottish Singles Sales Chart)      | 19             |
| Eslovaquia (Rádio Top 100)                  | 50             |
| Reino Unido (UK Singles Chart)              | 14             |
| Reino Unido (UK Dance Chart)                | 4              |

## Historia de lanzamiento
| Región      | Fecha                | Formatp          | Discografía    |
| ----------- | -------------------- | ---------------- | -------------- |
| Reino Unido | 12 de agosto de 2013 | Descarga Digital | Asylum Records |